# Кея (Констанца)
Кея (рум. Cheia) — село у повіті Констанца в Румунії. Входить до складу комуни Гредіна.
Село розташоване на відстані 185 км на схід від Бухареста, 41 км на північний захід від Констанци, 106 км на південь від Галаца.

## Населення
За даними перепису населення 2002 року у селі проживали 356 осіб, усі — румуни. Усі жителі села рідною мовою назвали румунську.